# Miconia lepidota
Miconia lepidota är en tvåhjärtbladig växtart som beskrevs av Dc.. Miconia lepidota ingår i släktet Miconia och familjen Melastomataceae. Inga underarter finns listade i Catalogue of Life.